# Сурьяварман
Сурьяварман (д/н — 561) — 7-й магараджа індуїстської держави Таруманагара у 535—561 роках.

## Життєпис
Син магараджи Чандравармана. Інформації про Сурьявармана небагато. Його ім'я вказано лише в рукописі Вангсакерти. Спадкував трон 535 року. Панував 26 років. Зумів приборкати місцевих феодалів, але разом з тим надав їм більше прав, чим заклав основу для подальших проблем. Також примусив Манікмая, правителя держави Кендан, визнави свою владу. Натомість видав заміж свою доньку за Манікмая, а їх сина поселив в своїй столиці, де слідкував за його вихованням. Водночас знову повернув під  владу Сунда Самбаву. Разом з тим ймовірно в цей час з Таруманагара було відправлено посольство до двору династії Чень.
Втім ймовірно почував себе непевно в столиці Сундапура, оскільки заснував нову столицю на схід від цієї (назва і точне розташування не відомі). Тут в 540-х роках утворюється фактично незалежна держава Сунда Самбава Помер Сурьяварман у 561 році. Йому спадкував син Кертаварман.